# Марина Гонсеніца-Даніель
Марина Гонсеніца-Даніель (пол. Maryna Gąsienica-Daniel; нар.. 19 лютого 1994 року, Закопане, Польща) — польська гірськолижниця, учасниця зимових Олімпійських ігор 2014 і 2018 років, переможниця зимової Універсіади 2013 року в гігантському слаломі.

## Спортивна біографія
На чемпіонатах світу серед юніорів Гонсеніца-Даніель брала участь п'ять разів. Найкращим результатом на світових молодіжних першостях для неї стало 5-е місце, завойоване в гігантському слаломі в 2013 році. На змаганнях під егідою FIS Марина почала виступати наприкінці 2009 року. З березня 2011 року польська гірськолижниця почала виступати в Кубку Європи, але лише раз за весь час виступів їй вдалося потрапити до тридцятки найсильніших.
У 2013 році Марина взяла участь у зимовій Універсіаді, де їй вдалося завоювати золоту медаль у гігантському слаломі, при цьому в супергіганті вона посіла 12-е місце. На етапах Кубка світу Гонсеніца-Даніель вперше виступила 28 грудня 2011 року в австрійському місті Лінц, де польська спортсменка виступила в гігантському слаломі. У рамках світового Кубка Марина взяла участь у 6-ти етапах, але жодного разу не змогла потрапити до другої спроби. У 2013 році молода спортсменка дебютувала на чемпіонаті світу. Найкращим результатом на світовій першості для Марини стало 34-е місце у гігантському слаломі.
У 2014 році Марина Гонсеніца-Даніель виступила на зимових Олімпійських іграх у Сочі. У гігантському слаломі польська гірськолижниця показала 32-й результат, а у слаломі та супергіганті їй не вдалося завершити першу спробу.
26 листопада 2020 року вперше в кар'єрі увійшла до десятки найкращих на етапі Кубка світу, посівши 9-е місце в паралельному слаломі. 16 січня 2021 року стала 10-ю в гігантському слаломі в Краньске-Горі.
На чемпіонаті світу 2021 року в Кортіна-д'Ампеццо посіла восьме місце в паралельному гігантському слаломі, а також стала шостою у гігантському слаломі.

## Результати

### Олімпійські ігри
| Олімпійські ігри | Швидкісний спуск | Супергігант | Гігантський слалом | Слалом | Комбінація | Команди |
| ---------------- | ---------------- | ----------- | ------------------ | ------ | ---------- | ------- |
| 2014 Сочі        | —                | DNF         | 32                 | DNF1   | —          | Н/Д     |
| 2018 Пхенчхан    | 24               | 26          | 27                 | —      | 18         | —       |

### Чемпіонат світу
| Чемпіонат світу        | Швидкісний спуск | Супергігант | Гігантський слалом | Слалом | Комбінація | Команди | Паралельний гігантський слалом |
| ---------------------- | ---------------- | ----------- | ------------------ | ------ | ---------- | ------- | ------------------------------ |
| 2013 Шладмінг          | —                | DNS1        | 34                 | DNF1   | —          | —       | Н/Д                            |
| 2015 Вейля/Бівер-Крік  | —                | 34          | 38                 | 35     | —          | —       | Н/Д                            |
| 2017 Санкт-Моріц       | —                | 32          | 32                 | DNF2   | 23         | —       | Н/Д                            |
| 2019 Оре               | —                | DNF         | 32                 | —      | 21         | —       | Н/Д                            |
| 2021 Кортіна-д'Ампеццо | —                | 27          | 6                  | —      | 12         | —       | 8                              |

## Особисте життя
Представниця спортивної польської родини Гонсеніца-Даніель, члени якої беруть участь в зимових. Олімпійських іграх з 1950-х років. Старша сестра Агнешка — колишня гірськолижниця, учасниця Олімпійських ігор 2010 року.